# Wallhausen (Badenia-Wirtembergia)
Wallhausen – miejscowość i gmina w Niemczech, w kraju związkowym Badenia-Wirtembergia, w rejencji Stuttgart, w regionie Heilbronn-Franken, w powiecie Schwäbisch Hall, wchodzi w skład związku gmin Brettach/Jagst. Leży ok. 30 km na północny wschód od Schwäbisch Hall, przy drodze krajowej B290 i linii kolejowej Crailsheim–Lauda-Königshofen. Na wschodzie gmina graniczy z Bawarią.